# Frank Duval
Frank Duval (Berlino, 22 novembre 1940) è un cantante, compositore e musicista tedesco, noto anche per aver composto molte colonne sonore per serie televisive tedesche come L'ispettore Derrick e Der Alte.

## Biografia
Nato in una famiglia di artisti studiò come attore e ballerino ma cantò agli inizi con la sorella Maria. Negli anni '60 iniziò a comporre musica pop e per orchestra.
Debuttò discograficamente nel 1979 con l'album "Die Schönsten Melodien Aus Derrick und der Alte" che raccoglieva alcune colonne sonore tratte dagli episodi de L'ispettore Derrick e Der Alte.
Negli anni '80 Duval ha pubblicato varie colonne sonore oltre a qualche album solista, con l'aiuto per i testi da parte della moglie Kalina Maloyer, scalando le classifiche tedesche con i brani "Ways" del 1983, "Lovers Will Survive" del 1986 e "When You Were Mine" del 1987.
Duval ha scritto canzoni per artisti come Ivan Rebroff, Alexandra, Karin Hübner, Margot Werner, Klaus Löwitsch, e Maria Schell.
Nel 2001 è uscito il triplo CD-Box "Spuren"che raccoglie tutti i brani più belli della sua carriera. Da allora Duval ha dichiarato di essersi ritirato dalla musica.
Nel 2005 ha dato vita ad una Fondazione che porta il suo nome, attiva nello Sri Lanka.

## Discografia
- Die Schönsten Melodien Aus Derrick Und Der Alte (1979)
- Angel of Mine (1981)
- Face to Face - music from the serials "Derrick" and "Der Alte" (1982)
- If I Could Fly Away (1983)
- Living Like A Cry (1984)
- Die Grössten Erfolge (1985) (Club edition)
- Time For Lovers (1985)
- Bitte Laßt Die Blumen Lieben (1986)
- When You Were Mine (1987)
- Touch My Soul (1989)
- Seine Grossten Erfolge (1989)
- Solitude (1991)
- Vision (1994)
- Derrick Forever (1995)
- Spuren (2001) (3 CD-Box)

## Filmografia
- Bitte laßt die Blumen leben, regia di Duccio Tessari (1986)